# 6호 돌격전차
6호 돌격전차(독일어: Sturmpanzer VI) 또는 슈투름티거(독일어: Sturmtiger)는 독일이 전선에서 포탑이 손상된 6호 전차 티거에서 포탑을 떼고 고정포탑을 얹어붙여 제작한 돌격전차이다. 또한 슈투름티거는 시가전을 위해 제작되었으며, 38 cm 대잠 로켓 발사기로 무장하였다. 슈투름티거는 제2차 세계 대전에서 단 한발로 4대의 셔먼 전차를 격파한 적이 있다. 프로토타입 포함 총 19대가 생산되었으나 모두 큰 성과는 거두지는 못했다.